# Festival del Cinema di Bogotà
Il Festival del Cinema di Bogotà è un festival cinematografico che si svolge annualmente a Bogotà, capitale della Colombia (solitamente tra la metà e la fine del mese di ottobre). È uno dei festival cinematografici più antichi del paese latinoamericano. Il festival, diretto da Henry Laguado sin dalla sua prima edizione, è organizzato dalla Corporación Internacional de Cine.
Il premio più prestigioso, assegnato al miglior film, è un trofeo denominato Círculo Precolombino. Al 2016, le altre categorie competitive e non competitive del festival sono le seguenti:
- lungometraggi (competizione internazionale);
- cortometraggi (competizione internazionale);
- cortometraggi colombiani;
- documentari d'arte (Premio Enrique Grau);
- documentari sull'ambiente;
- premio Alexis per il miglior spot;
- documentari a sfondo sociale;
- film d'animazione;
- film per bambini.

Alcune rassegne collaterali, inoltre, ripropongono ogni anno film di successo del panorama internazionale ed iberoamericano. Tra i partecipanti illustri all'evento - in qualità di ospiti o cineasti in competizione - si segnalano i registi Peter Greenaway, Pedro Almodóvar, Wilma Labate, Julio Medem, Alejandro González Iñárritu e l'artista Sandro Chia.